# Hygophum hygomii
Il pesce lampada (Hygophum hygomii) è un pesce abissale della famiglia Myctophidae.

## Distribuzione e habitat
Questa specie ha un areale ancora non ben noto con certezza. È noto con certezza per il mar Mediterraneo e l'Oceano Atlantico settentrionale, non si sa se le segnalazioni per l'Oceano Pacifico, l'Oceano Indiano e le acque sudafricane siano da attribuire a questa specie o ad altre affini. Nei mari italiani non è frequente, si incontra più spesso nel mar Tirreno e nel mar Jonio.

Frequenta acque profonde tra i 500 ed i 1000 metri, è segnalato, in Mediterraneo, a 1600 metri di profondità.

## Descrizione
Come tutti i pesci lanterna si può riconoscere dalle specie affini solo attraverso l'esame dei fotofori, per la legenda dei fotofori vedere lo schema alla voce Myctophidae.
In questa specie POL sono due, così come i Prc, di questi ultimi il secondo è più in basso. Il PLO è situato in posizione superiore rispetto alla base della pinna pettorale. Gli AO sono suddivisi in due serie in linea. La pinna anale è più lunga della pinna dorsale. Il VLO è posto subito sotto alla linea laterale (nell'affine Hygophum benoiti questo fotoforo è posto molto più in basso).

Il colore dell'animale integro è argentato ma, dato che le squame sono caduche, assume facilmente un colore bruno.

Non supera i 6 cm.

## Riproduzione
La sua biologia è nota in maniera approssimativa.
La deposizione delle uova avviene in autunno ed in inverno, i giovanili fino a 1,5 cm hanno le pinne pettorali di colore nero.

## Pesca
Rarissima e del tutto occasionale. La specie presenta unicamente interesse scientifico.